# Delta1 Tauri
Pour les articles homonymes, voir Delta Tauri.
Désignations
Delta1 Tauri (δ1 Tauri / δ1 Tau) est une étoile binaire de la constellation du Taureau, située à environ 153 années-lumière de la Terre et membre des Hyades. Elle porte le nom traditionnel Hyadum II, qui signifie en latin « deuxième Hyade ». L'Union astronomique internationale lui a officialisé le nom de Secunda Hyadum en 2017, formellement pour Delta1 Tauri Aa.
La composante primaire, Delta1 Tauri Aa, est une géante orange de type K avec une magnitude apparente de +3,77. Sa luminosité est égale à 74 fois celle du Soleil et son rayon lui est 11,6 fois supérieur. Sa masse est égale à 2,6 masses solaires et sa température de surface de 4 965 kelvins. Les observations des occultations lunaires de l'étoile ont révélé la présence d'un compagnon proche, lié physiquement, tournant autour de la primaire sur une orbite excentrique à une distance moyenne de 1,76 ua. La période de révolution de la compagne est d'environ 530 jours.
Il existe une troisième étoile répertoriée dans les catalogues d'étoiles doubles et multiples. Désignée Delta1 Tauri B, c'est une étoile de 13e magnitude séparée de 112,8 secondes d'arc de la primaire en date de 2015. Elle est très probablement non liée physiquement au système.